# I Kissed a Vampire
I Kissed a Vampire est une web-série musicale en trois actes sortie en octobre 2009, dans laquelle jouent Lucas Grabeel, Adrian Slade et Drew Seeley.

## Synopsis
Dylan (Lucas Grabeel), est un vampire nouveau-né. Il a été accidentellement mordu par une chauve-souris. Amoureux de sa meilleure amie, Sara (Adrian Slade), il essaie par tous les moyens de résister à la tentation de la mordre pour boire son sang. C’est alors que Trey (Drew Seeley), vampire de longue date, arrive et décide de venir en aide, à sa façon, au jeune vampire.

## Distribution
- Lucas Grabeel : Dylan Knight
- Drew Seeley : Trey Sylvaine
- Adrian Slade : Sara Lane
- Amy Paffrath : Luna Dark
- Sally Slade : Bitty Kilgore
- Katie Seeley : Lydia Bloodworth
- Chris Coppola : Dr Dan Helsing
- Mekia Cox : Nikki No
- Emily Morris : Desiree Damned
- Lori Lively : Dr Lori Light
- Autumn Grabeel : Penny Plasma
- Mike Slade : Dr Payne

## Épisodes
Acte I :
Dylan est fou amoureux de sa voisine, Sara, mais il développe une soif certaine pour le O positif. Il est terrifié à l'idée de l'embrasser et de ne pouvoir se contrôler, buvant ainsi tout son sang.
Acte II :
Trey, le vampire expérimenté et sexy pousse Dylan à mordre Sara et à profiter de sa gorge. Devant le refus catégorique de Dylan, Trey hypnotise Sara. Il l'incite fortement à se rendre à une fête vampirique en sa compagnie.
Acte III :
Dylan s'apprête à embrasser Sara mais s'arrête juste à temps. Frustrée, Sara se tourne vers Trey et tombe sous le charme du bad vampire, laissant ainsi Dylan à l'écart.
Les vidéos sont disponibles en sous-titrées français.

## Bande originale
1. I Kissed A Vampire Theme, Frankie Blue
2. Don't Click, Adrian Slade
3. Outta My Head, Lucas Grabeel
4. So Cool, Frankie Blue
5. Forbidden Plante, Adrian Slade
6. Trey Arrives, Frankie Blue
7. Love's In Vein, Drew Seeley et Frankie Blue
8. See The Dark, Frankie Blue
9. You Should Come, Frankie Blue
10. Vampire Party Frankie Blue
11. Just A Little Peck, Adrian Slade, Drew Seeley et Lucas Grabeel
12. Long, Long, Long Time, Frankie Blue
13. Happily Afterlife, Adrian Slade, Drew Seeley et Lucas Grabeel